# رنی المرز
رن المرس (به انگلیسی: Renee Ellmers) نمایندهٔ حوزه انتخابیه دوم کارولینای شمالی از حزب جمهوری‌خواه ایالات متحده آمریکا در مجلس نمایندگان ایالات متحده آمریکا است که برای نخستین‌بار در ۱۷ ژانویه ۲۰۱۱ میلادی به‌عضویت این مجلس درآمد.